# Solomon Spalding
Solomon Spalding (ur. 1761, zm. 20 października 1816) – autor fikcyjnego dzieła o zagubionej cywilizacji budowniczych kopców w Ameryce Północnej pt. Manuscript Story, czyli Rękopis lub niekiedy Manuscript Found, czyli Znaleziony rękopis. Po jego śmierci pojawiły się głosy, że Manuscript Story był identyczny lub był pierwowzorem dla Księgi Mormona, świętej księgi ruchu świętych w dniach ostatnich.

## Życiorys
Urodził się w Ashford, w stanie Connecticut. Podczas Wojny o niepodległość Stanów Zjednoczonych był żołnierzem Armii Kontynentalnej. W 1782 wstąpił do Dartmouth College w Hanover w stanie New Hampshire, który ukończył w 1785. W październiku 1787 został kaznodzieją Kościoła Kongregacjonalnego w Windham (Connecticut).
W 1795 poślubił Matilde Sabin i wraz ze swoim bratem Josiahem otworzył skład towarowy w Cherry Valley w stanie Nowy Jork. W 1799, przenieśli skład do Richfield (Nowy Jork). Niedługo potem zakupił ziemię i przeniósł się do Conneaut w stanie Ohio. I tam właśnie zaczął pisać Manuscript Found. W 1812 pracę nad nim zakłóciła Wojna brytyjsko-amerykańska. W tym samym roku przeprowadził się do Pittsburgha w stanie Pensylwania. W 1814 przeniósł się to Amity, Hrabstwo Washington (Pensylwania), gdzie zmarł dwa lata później.

## Manuskrypt
W 1832 misjonarze Kościoła Jezusa Chrystusa Świętych w Dniach Ostatnich odwiedzili Conneaut w stanie Ohio. Byli to Samuel Harrison Smith i Orson Hyde, którzy podczas głoszenia poslugiwali się Księgą Mormona. Nehemiah King mieszkaniec Conneaut, który znał Spaldinga gdy ten mieszkał tutaj, twierdził, że tekst z Księgi Mormona przypominał tekst napisany przez Spaldinga przed laty. W 1833 brat Spaldinga John i siedmiu innych mieszkańców Conneaut podpisało pisemne oświadczenie pod przysięgą twierdząc, że Spalding napisał manuskrypt, którego obszerne fragmenty były identyczne z tymi z Księgi Mormona. W 1834 ich wypowiedź zoatała opublikowana w książce Mormonism Unvailed (Mormonizm odkryty) autorstwa Eber Dudley Howe, w której stwierdzała, że Księga Mormona była plagiatem manuskryptu Spaldinga. Kilka lat później wdowa i córka po Spaldingu, oraz inni mieszkańcy Conneaut i Amity w Pensylwanii również złożyli oświadczenia zaznaczając, że Spalding był autorem manuskryptu podobnego do późniejszej Księgi Mormona.